# Lega giordana professionistica 2002-2003
Il campionato era formato da dieci squadre e l'Al-Faisaly vinse il titolo.

## Classifica finale
| Pos. | Squadra           | G  | V  | N | P  | GF | GS | Punti |
| ---- | ----------------- | -- | -- | - | -- | -- | -- | ----- |
| 1    | Al-Faisaly        | 18 | 16 | 0 | 2  | 48 | 14 | 48    |
| 2    | Al-Wehdat         | 18 | 14 | 2 | 2  | 59 | 15 | 44    |
| 3    | Al-Hussein        | 18 | 11 | 2 | 5  | 30 | 16 | 35    |
| 4    | Al-Baqa'a         | 18 | 9  | 4 | 5  | 23 | 17 | 31    |
| 5    | Al-Ramtha         | 18 | 7  | 4 | 7  | 30 | 23 | 25    |
| 6    | Al-Ahli           | 18 | 6  | 4 | 8  | 19 | 25 | 22    |
| 7    | Shabab Al-Hussein | 18 | 4  | 3 | 11 | 24 | 42 | 15    |
| 8    | Al-Jazira         | 18 | 4  | 2 | 12 | 25 | 46 | 14    |
| 9    | Al-Arabi Irbid    | 18 | 3  | 4 | 11 | 19 | 43 | 13    |
| 10   | Al-Ramtha         | 18 | 2  | 3 | 13 | 14 | 50 | 9     |